# パファー (原子力潜水艦)
|          |                                   |
| 艦歴     |                                   |
| 発注     | 1963年3月26日                     |
| 起工     | 1965年2月8日                      |
| 進水     | 1968年3月30日                     |
| 就役     | 1969年8月9日                      |
| 退役     | 1996年7月12日                     |
| 除籍     | 1996年7月12日                     |
| その後   | 原子力艦再利用プログラム          |
| 性能諸元 |                                   |
| 排水量   | 基準：3,978トン、 満載：4,272トン |
| 全長     | 89 m (292 ft)                     |
| 全幅     | 9.7 m (32 ft)                     |
| 吃水     | 8.8 m (29 ft)                     |
| 機関     | S5W reactor                       |
| 最大速   | 25 ノット                         |
| 乗員     | 士官14名、兵員95名                |
| 兵装     | 21インチ魚雷発射管4基             |
| モットー | Pride in Perfection               |

パファー (USS Puffer, SSN-652) は、アメリカ海軍の原子力潜水艦。スタージョン級原子力潜水艦の10番艦。艦名は空気で体を膨らませるフグに因む。その名を持つ艦としてはガトー級潜水艦57番艦(SS-268)以来2隻目。

## 艦歴
パファーの建造は1963年3月26日にミシシッピ州パスカグーラのインガルス造船所に発注される。1965年2月8日に起工し、1968年3月30日にジョン・B・コルウェル夫人によって命名、進水し、1969年8月9日に艦長ジョン・M・ウィル・ジュニア中佐の指揮下就役した。
パファーは1996年7月12日に退役し、同日除籍された。その後ワシントン州ブレマートンで原子力艦再利用プログラムの下1995年10月20日に解体が始まり、1996年7月12日に作業は完了した。